# Náběžníkový zadní maják Vormsi
Náběžníkový zadní maják Vormsi (estonsky: Vormsi ülemine tulepaak) stojí v severozápadní části ostrova Vormsi ve vesnici Saxby v kraji Läänemaa v Baltském moři v Estonsku.
Maják je ve správě  Estonského úřadu námořní dopravy (Veeteede Amet, EVA), kde je veden pod registračním číslem 594.
Maják byl postaven v roce 1957. S majákem Vormsi, od kterého je vzdálen 1002 metry, tvoří náběžníkovou dvojici majáků.

## Popis
Maják tvoří příhradová ocelová konstrukce na půdorysu čtverce o výšce 35 metrů. Věž je černé barvy, horní část je bílá. V roce 2008 byla instalována LED lampa.

## Data
zdroj
- výška světla 41 m n. m.
- dosvit 9 námořních mil
- záblesky bílého světla v intervalu 6 sekund
- sektor 136°–144°

označení
- Admiralty: C3757.9
- NGA: 12630
- EVA 594